# Copa de Campeones de Europa 1963-64
La Copa de Campeones de Europa 1963-64 fue la 9.ª edición de la Copa de Clubes Campeones Europeos de fútbol, conocida como Copa de Europa, organizada por la Unión de Asociaciones Europeas de Fútbol (UEFA). En ella participaron un total de treinta y un equipos, representantes de 30 federaciones nacionales diferentes tras incorporarse el representante chipriota, cuya federación fue incluida, tras estar adscrita a la UEFA desde el año anterior.
Disputada entre los meses de septiembre y mayo, la federación italiana contó por vez primera con dos participantes merced a la condición de vigente campeón del Milan Associazione Calcio, y la octava ocasión en nueve ediciones que había un representante español en la final. A ella accedieron el Football Club Internazionale Milano, campeón del campeonato italiano y el Real Madrid Club de Fútbol, en la que era su séptima final del torneo. Los milaneses se alzaron con su primer título tras vencer por 3-1 en el que fue el último partido de Alfredo Di Stéfano con el conjunto madrileño.
Los hasta entonces vigentes finalistas fueron eliminados en los cuartos y octavos de final respectivamente, mientras que los clubes que debutaron en la fase final del torneo —a partir de los cuartos de final— fueron tres, el ya mencionado F. C. Internazionale, que completó con el título la mejor actuación de un equipo debutante, el Fussballclub Zürich suizo y el Philips Sport Vereniging neerlandés. Debutaron también en aunque no alcanzaron dicha fase, el Futbolen Klub Spartak Plovdiv búlgaro, el Fußball-Club Carl Zeiss Jena alemán, el Anórthosis Ammochóstou de la novata Chipre, el Athlitiki Enosis Konstantinoupoleos (en español: Unión de Atletas de Constantinopla), el Ferencvárosi Torna Club, el Everton Football Club, el Lisburn Distillery Football Club, el Dundalk Football Club, el Valletta Football Club, el Ski- og Fotballklubben Lyn noruego y el Fussballclub Zürich.
Se anotaron 212 goles en 61 encuentros, una media de 3,48 goles por encuentro, en una edición en la que la Federación Italiana de Fútbol (en italiano: Federazione Italiana Giuoco Calcio - FIGC) fue la primera asociación en tener a dos participntes distintos como campeones de la máxima competición europea de clubes. Anteriormente ya había sido también la primera en tener dos clubes distintos en la final.

## Desarrollo

### Participantes
A los tres debutantes en la fase final, F. C. Internazionale, F. C. Zürich y Philips S. V., más los once ya mencionados debutantes en la fase de clasificación, se deben resaltar las participaciones del Klub Sportowy Górnik Zabrze polaco, la Association Sportive La Jeunesse d'Esch luxemburguesa, la Association Sportive de Monaco Football Club monegasca, como representante francés en su segunda clasificación a la competición, el Fotbal Club Dinamo București rumano y el Idrottsföreningen Kamraterna Norrköping sueco, como los que consiguieron por vez primera superar esa primera ronda clasificatoria.
En cuanto a las ausencias, fueron únicamente el representante islandés y soviético los no presentes, recayendo dicha circunstancia en el Knattspyrnufélagið Fram de Islandia, quien pese a estar afiliado a la UEFA, es posible que aún decidiese no optar a contender por las grandes diferencias de su fútbol respecto al del resto de Europa, o por cuestiones económicas, y el campeón soviético Futbolʹnyĭ Klub Spartak Moskva, en su caso debido a la sobrecarga de un calendario —ya que la climatología era extrema en invierno— que no permitía al menos de momento incluir una nueva competición para sus clubes.
Nota: indicados en negrita equipos que participaron en la fase final del torneo. Nombres y banderas según la época.
| Equipos participantes     | | |
| Primera ronda (octavos)   | Fase preliminar | Fase preliminar |
| Milan Associazione Calcio | Real Madrid Club de Fútbol Sport Lisboa e Benfica Association Sportive de Monaco Football Club Ballspielverein Borussia Everton Football Club Athlitiki Enosis Konstantinoupoleos Esbjerg Forenede Boldklubber Fussballclub Zürich Royal Standard de Liège Fotbal Club Dinamo București Football Club Internazionale Fussball Klub Austria Wien Ferencvárosi Torna Club Ski- og Fotballklubben Lyn Galatasaray Spor Kulübü | Fudbalski klub Partizan Rangers Football Club Klubi Futbollit Partizani Philips Sport Vereniging Fußball-Club Carl Zeiss Jena Idrottsföreningen Kamraterna Norrköping Association Sportive La Jeunesse d'Esch Vojenská Tělovýchovná Jednota Dukla Praha Dundalk Football Club Lisburn Distillery Football Club Klub Sportowy Górnik Zabrze Futbolen Klub Spartak Plovdiv Valletta Football Club Valkeakosken Haka Anórthosis Ammochóstou |

### Incidencias
Debido al número de participantes, únicamente el vigente campeón quedó exento de disputar la fase preliminar de clasificación, ocupando directamente una plaza en la primera ronda. En ella se vio por segunda vez en la historia del torneo un resultado igualado en un partido de desempate por lo que hubo de decidirse el equipo clasificado mediante sorteo.

### Ronda previa
El sorteo se realizó el 3 de julio de 1963 en Zürich
| Equipo Local Ida         | Resultado | Equipo Visitante Ida   | Ida   | Vuelta | Desempate |
| ------------------------ | --------- | ---------------------- | ----- | ------ | --------- |
| K. S. Górnik Zabrze      | 1 - 1     | F. K. Austria Wien     | 1 - 0 | 0 - 1  | 2 - 1     |
| V. T. J. Dukla Praha     | 8 - 0     | Valletta F. C.         | 6 - 0 | 2 - 0  |           |
| Lisburn Distillery F. C. | 3 - 8     | S. L. Benfica          | 3 - 3 | 0 - 5  |           |
| S. F. K. Lyn             | 3 - 7     | B. V. Borussia         | 2 - 4 | 1 - 3  |           |
| Valkeakosken Haka        | 4 - 5     | A. S. Jeunesse d'Esch  | 4 - 1 | 0 - 4  |           |
| F. K. Partizan           | 6 - 1     | Anórthosis Ammochóstou | 3 - 0 | 3 - 1  |           |
| Everton F. C.            | 0 - 1     | F. C. Internazionale   | 0 - 0 | 0 - 1  |           |
| A. S. Mónaco F. C.       | 8 - 3     | A. E. K.               | 7 - 2 | 1 - 1  |           |
| K. F. Partizani          | 2 - 3     | F. K. Spartak Plovdiv  | 1 - 0 | 1 - 3  |           |
| Esbjerg F. B.            | 4 - 11    | Philips S. V.          | 3 - 4 | 1 - 7  |           |
| Dundalk F. C.            | 2 - 4     | F. C. Zürich           | 0 - 3 | 2 - 1  |           |
| Galatasaray S. K.        | 4 - 2     | Ferencvárosi T. C.     | 4 - 0 | 0 - 2  |           |
| F. C. Dinamo București   | 3 - 0     | F. C. Carl Zeiss Jena  | 2 - 0 | 1 - 0  |           |
| Rangers F. C.            | 0 - 7     | Real Madrid C. F.      | 0 - 1 | 0 - 6  |           |
| Royal Standard de Liège  | 1 - 2     | I. F. K. Norrköping    | 1 - 0 | 0 - 2  |           |
| Milan A. C.              | Bye.      |                        | -     | -      |           |

## Fase final

### Eliminatorias
|  | Octavos de final                                                                | Octavos de final                                                                | Octavos de final                                                                | Octavos de final                                                                |   |                   | Cuartos de final                                                                | Cuartos de final                                                                | Cuartos de final                                                                | Cuartos de final                                                                |  |                   | Semifinales                                                             | Semifinales                                                             | Semifinales                                                             | Semifinales                                                             |  |                | Final                                   | Final                                   |  |
|  | 6 de nov. al 27 de nov. de 1964 (ida) 20 de nov. al 11 de dic. de 1964 (vuelta) | 6 de nov. al 27 de nov. de 1964 (ida) 20 de nov. al 11 de dic. de 1964 (vuelta) | 6 de nov. al 27 de nov. de 1964 (ida) 20 de nov. al 11 de dic. de 1964 (vuelta) | 6 de nov. al 27 de nov. de 1964 (ida) 20 de nov. al 11 de dic. de 1964 (vuelta) |   |                   | 29 de ene. al 4 de mar. de 1964 (ida) 13 de feb. al 18 de mar. de 1964 (vuelta) | 29 de ene. al 4 de mar. de 1964 (ida) 13 de feb. al 18 de mar. de 1964 (vuelta) | 29 de ene. al 4 de mar. de 1964 (ida) 13 de feb. al 18 de mar. de 1964 (vuelta) | 29 de ene. al 4 de mar. de 1964 (ida) 13 de feb. al 18 de mar. de 1964 (vuelta) |  |                   | 15 y 22 de abril de 1964 (ida) 29 de abril y 7 de mayo de 1964 (vuelta) | 15 y 22 de abril de 1964 (ida) 29 de abril y 7 de mayo de 1964 (vuelta) | 15 y 22 de abril de 1964 (ida) 29 de abril y 7 de mayo de 1964 (vuelta) | 15 y 22 de abril de 1964 (ida) 29 de abril y 7 de mayo de 1964 (vuelta) |  |                | 27 de mayo de 1964 Praterstadion, Viena | 27 de mayo de 1964 Praterstadion, Viena |  |
|  |                                                                                 |                                                                                 |                                                                                 |                                                                                 |   |                   |                                                                                 |                                                                                 |                                                                                 |                                                                                 |  |                   |                                                                         |                                                                         |                                                                         |                                                                         |  |                |                                         |                                         |  |
|  |                                                                                 |                                                                                 |                                                                                 |                                                                                 |   |                   |                                                                                 |                                                                                 |                                                                                 |                                                                                 |  |                   |                                                                         |                                                                         |                                                                         |                                                                         |  |                |                                         |                                         |  |
|  | Górnik Zabrze                                                                   | 2                                                                               | 1                                                                               | 3                                                                               |   |                   |                                                                                 |                                                                                 |                                                                                 |                                                                                 |  |                   |                                                                         |                                                                         |                                                                         |                                                                         |  |                |                                         |                                         |  |
|  | Górnik Zabrze                                                                   | 2                                                                               | 1                                                                               | 3                                                                               |   |                   |                                                                                 |                                                                                 |                                                                                 |                                                                                 |  |                   |                                                                         |                                                                         |                                                                         |                                                                         |  |                |                                         |                                         |  |
|  | Dukla Praga                                                                     | 0                                                                               | 4                                                                               | 4                                                                               |   |                   |                                                                                 |                                                                                 |                                                                                 |                                                                                 |  |                   |                                                                         |                                                                         |                                                                         |                                                                         |  |                |                                         |                                         |  |
|  | Dukla Praga                                                                     | 0                                                                               | 4                                                                               | 4                                                                               |   | Dukla Praga       | 0                                                                               | 3                                                                               | 3                                                                               |                                                                                 |  |                   |                                                                         |                                                                         |                                                                         |                                                                         |  |                |                                         |                                         |  |
|  |                                                                                 |                                                                                 |                                                                                 |                                                                                 |   | Dukla Praga       | 0                                                                               | 3                                                                               | 3                                                                               |                                                                                 |  |                   |                                                                         |                                                                         |                                                                         |                                                                         |  |                |                                         |                                         |  |
|  |                                                                                 |                                                                                 | Borussia Dortmund                                                               | 4                                                                               | 1 | 5                 |                                                                                 |                                                                                 |                                                                                 |                                                                                 |  |                   |                                                                         |                                                                         |                                                                         |                                                                         |  |                |                                         |                                         |  |
|  | Benfica                                                                         | 2                                                                               | Borussia Dortmund                                                               | 4                                                                               | 1 | 5                 | 0                                                                               | 2                                                                               |                                                                                 |                                                                                 |  |                   |                                                                         |                                                                         |                                                                         |                                                                         |  |                |                                         |                                         |  |
|  | Benfica                                                                         | 2                                                                               |                                                                                 |                                                                                 |   |                   |                                                                                 |                                                                                 |                                                                                 |                                                                                 |  |                   |                                                                         |                                                                         |                                                                         |                                                                         |  |                |                                         |                                         |  |
|  | Borussia Dortmund                                                               | 1                                                                               | 5                                                                               | 6                                                                               |   |                   |                                                                                 |                                                                                 |                                                                                 |                                                                                 |  |                   |                                                                         |                                                                         |                                                                         |                                                                         |  |                |                                         |                                         |  |
|  | Borussia Dortmund                                                               | 1                                                                               | 5                                                                               | 6                                                                               |   |                   |                                                                                 |                                                                                 |                                                                                 |                                                                                 |  | Borussia Dortmund | 2                                                                       | 0                                                                       | 2                                                                       |                                                                         |  |                |                                         |                                         |  |
|  |                                                                                 |                                                                                 |                                                                                 |                                                                                 |   |                   |                                                                                 |                                                                                 |                                                                                 |                                                                                 |  | Borussia Dortmund | 2                                                                       | 0                                                                       | 2                                                                       |                                                                         |  |                |                                         |                                         |  |
|  |                                                                                 |                                                                                 | Inter de Milán                                                                  | 2                                                                               | 2 | 4                 |                                                                                 |                                                                                 |                                                                                 |                                                                                 |  |                   |                                                                         |                                                                         |                                                                         |                                                                         |  |                |                                         |                                         |  |
|  | Jeunesse Esch                                                                   | 2                                                                               | Inter de Milán                                                                  | 2                                                                               | 2 | 4                 | 2                                                                               | 4                                                                               |                                                                                 |                                                                                 |  |                   |                                                                         |                                                                         |                                                                         |                                                                         |  |                |                                         |                                         |  |
|  | Jeunesse Esch                                                                   | 2                                                                               |                                                                                 |                                                                                 |   |                   |                                                                                 |                                                                                 |                                                                                 |                                                                                 |  |                   |                                                                         |                                                                         |                                                                         |                                                                         |  |                |                                         |                                         |  |
|  | Par. Belgrado                                                                   | 1                                                                               | 6                                                                               | 7                                                                               |   |                   |                                                                                 |                                                                                 |                                                                                 |                                                                                 |  |                   |                                                                         |                                                                         |                                                                         |                                                                         |  |                |                                         |                                         |  |
|  | Par. Belgrado                                                                   | 1                                                                               | 6                                                                               | 7                                                                               |   | Partizan Belgrado | 0                                                                               | 1                                                                               | 1                                                                               |                                                                                 |  |                   |                                                                         |                                                                         |                                                                         |                                                                         |  |                |                                         |                                         |  |
|  |                                                                                 |                                                                                 |                                                                                 |                                                                                 |   | Partizan Belgrado | 0                                                                               | 1                                                                               | 1                                                                               |                                                                                 |  |                   |                                                                         |                                                                         |                                                                         |                                                                         |  |                |                                         |                                         |  |
|  |                                                                                 |                                                                                 | Inter de Milán                                                                  | 2                                                                               | 2 | 4                 |                                                                                 |                                                                                 |                                                                                 |                                                                                 |  |                   |                                                                         |                                                                         |                                                                         |                                                                         |  |                |                                         |                                         |  |
|  | Inter de Milán                                                                  | 1                                                                               | Inter de Milán                                                                  | 2                                                                               | 2 | 4                 | 3                                                                               | 4                                                                               |                                                                                 |                                                                                 |  |                   |                                                                         |                                                                         |                                                                         |                                                                         |  |                |                                         |                                         |  |
|  | Inter de Milán                                                                  | 1                                                                               |                                                                                 |                                                                                 |   |                   |                                                                                 |                                                                                 |                                                                                 |                                                                                 |  |                   |                                                                         |                                                                         |                                                                         |                                                                         |  |                |                                         |                                         |  |
|  | Mónaco                                                                          | 0                                                                               | 1                                                                               | 1                                                                               |   |                   |                                                                                 |                                                                                 |                                                                                 |                                                                                 |  |                   |                                                                         |                                                                         |                                                                         |                                                                         |  |                |                                         |                                         |  |
|  | Mónaco                                                                          | 0                                                                               | 1                                                                               | 1                                                                               |   |                   |                                                                                 |                                                                                 |                                                                                 |                                                                                 |  |                   |                                                                         |                                                                         |                                                                         |                                                                         |  | Inter de Milán | 3                                       |                                         |  |
|  |                                                                                 |                                                                                 |                                                                                 |                                                                                 |   |                   |                                                                                 |                                                                                 |                                                                                 |                                                                                 |  |                   |                                                                         |                                                                         |                                                                         |                                                                         |  | Inter de Milán | 3                                       |                                         |  |
|  |                                                                                 |                                                                                 | Real Madrid                                                                     | 1                                                                               |   |                   |                                                                                 |                                                                                 |                                                                                 |                                                                                 |  |                   |                                                                         |                                                                         |                                                                         |                                                                         |  |                |                                         |                                         |  |
|  | Spartak Plovdiv                                                                 | 0                                                                               | Real Madrid                                                                     | 1                                                                               | 0 | 0                 |                                                                                 |                                                                                 |                                                                                 |                                                                                 |  |                   |                                                                         |                                                                         |                                                                         |                                                                         |  |                |                                         |                                         |  |
|  | Spartak Plovdiv                                                                 | 0                                                                               |                                                                                 |                                                                                 |   |                   |                                                                                 |                                                                                 |                                                                                 |                                                                                 |  |                   |                                                                         |                                                                         |                                                                         |                                                                         |  |                |                                         |                                         |  |
|  | PSV Eindhoven                                                                   | 1                                                                               | 0                                                                               | 1                                                                               |   |                   |                                                                                 |                                                                                 |                                                                                 |                                                                                 |  |                   |                                                                         |                                                                         |                                                                         |                                                                         |  |                |                                         |                                         |  |
|  | PSV Eindhoven                                                                   | 1                                                                               | 0                                                                               | 1                                                                               |   | PSV Eindhoven     | 1                                                                               | 1                                                                               | 2                                                                               |                                                                                 |  |                   |                                                                         |                                                                         |                                                                         |                                                                         |  |                |                                         |                                         |  |
|  |                                                                                 |                                                                                 |                                                                                 |                                                                                 |   | PSV Eindhoven     | 1                                                                               | 1                                                                               | 2                                                                               |                                                                                 |  |                   |                                                                         |                                                                         |                                                                         |                                                                         |  |                |                                         |                                         |  |
|  |                                                                                 |                                                                                 | Zürich                                                                          | 0                                                                               | 3 | 3                 |                                                                                 |                                                                                 |                                                                                 |                                                                                 |  |                   |                                                                         |                                                                         |                                                                         |                                                                         |  |                |                                         |                                         |  |
|  | Zürich                                                                          | 2                                                                               | Zürich                                                                          | 0                                                                               | 3 | 3                 | 0                                                                               | 2                                                                               |                                                                                 |                                                                                 |  |                   |                                                                         |                                                                         |                                                                         |                                                                         |  |                |                                         |                                         |  |
|  | Zürich                                                                          | 2                                                                               |                                                                                 |                                                                                 |   |                   |                                                                                 |                                                                                 |                                                                                 |                                                                                 |  |                   |                                                                         |                                                                         |                                                                         |                                                                         |  |                |                                         |                                         |  |
|  | Galatasaray                                                                     | 0                                                                               | 2                                                                               | 2                                                                               |   |                   |                                                                                 |                                                                                 |                                                                                 |                                                                                 |  |                   |                                                                         |                                                                         |                                                                         |                                                                         |  |                |                                         |                                         |  |
|  | Galatasaray                                                                     | 0                                                                               | 2                                                                               | 2                                                                               |   |                   |                                                                                 |                                                                                 |                                                                                 |                                                                                 |  | Zürich            | 1                                                                       | 0                                                                       | 1                                                                       |                                                                         |  |                |                                         |                                         |  |
|  |                                                                                 |                                                                                 |                                                                                 |                                                                                 |   |                   |                                                                                 |                                                                                 |                                                                                 |                                                                                 |  | Zürich            | 1                                                                       | 0                                                                       | 1                                                                       |                                                                         |  |                |                                         |                                         |  |
|  |                                                                                 |                                                                                 | Real Madrid                                                                     | 2                                                                               | 6 | 8                 |                                                                                 |                                                                                 |                                                                                 |                                                                                 |  |                   |                                                                         |                                                                         |                                                                         |                                                                         |  |                |                                         |                                         |  |
|  | Dinamo Bucarest                                                                 | 1                                                                               | Real Madrid                                                                     | 2                                                                               | 6 | 8                 | 3                                                                               | 4                                                                               |                                                                                 |                                                                                 |  |                   |                                                                         |                                                                         |                                                                         |                                                                         |  |                |                                         |                                         |  |
|  | Dinamo Bucarest                                                                 | 1                                                                               |                                                                                 |                                                                                 |   |                   |                                                                                 |                                                                                 |                                                                                 |                                                                                 |  |                   |                                                                         |                                                                         |                                                                         |                                                                         |  |                |                                         |                                         |  |
|  | Real Madrid                                                                     | 3                                                                               | 5                                                                               | 8                                                                               |   |                   |                                                                                 |                                                                                 |                                                                                 |                                                                                 |  |                   |                                                                         |                                                                         |                                                                         |                                                                         |  |                |                                         |                                         |  |
|  | Real Madrid                                                                     | 3                                                                               | 5                                                                               | 8                                                                               |   | Real Madrid       | 4                                                                               | 0                                                                               | 4                                                                               |                                                                                 |  |                   |                                                                         |                                                                         |                                                                         |                                                                         |  |                |                                         |                                         |  |
|  |                                                                                 |                                                                                 |                                                                                 |                                                                                 |   | Real Madrid       | 4                                                                               | 0                                                                               | 4                                                                               |                                                                                 |  |                   |                                                                         |                                                                         |                                                                         |                                                                         |  |                |                                         |                                         |  |
|  |                                                                                 |                                                                                 | Milan                                                                           | 1                                                                               | 2 | 3                 |                                                                                 |                                                                                 |                                                                                 |                                                                                 |  |                   |                                                                         |                                                                         |                                                                         |                                                                         |  |                |                                         |                                         |  |
|  | Norrköping                                                                      | 1                                                                               | Milan                                                                           | 1                                                                               | 2 | 3                 | 2                                                                               | 3                                                                               |                                                                                 |                                                                                 |  |                   |                                                                         |                                                                         |                                                                         |                                                                         |  |                |                                         |                                         |  |
|  | Norrköping                                                                      | 1                                                                               |                                                                                 |                                                                                 |   |                   |                                                                                 |                                                                                 |                                                                                 |                                                                                 |  |                   |                                                                         |                                                                         |                                                                         |                                                                         |  |                |                                         |                                         |  |
|  | Milan                                                                           | 1                                                                               | 5                                                                               | 6                                                                               |   |                   |                                                                                 |                                                                                 |                                                                                 |                                                                                 |  |                   |                                                                         |                                                                         |                                                                         |                                                                         |  |                |                                         |                                         |  |
|  | Milan                                                                           | 1                                                                               | 5                                                                               | 6                                                                               |   |                   |                                                                                 |                                                                                 |                                                                                 |                                                                                 |  |                   |                                                                         |                                                                         |                                                                         |                                                                         |  |                |                                         |                                         |  |
|  |                                                                                 |                                                                                 |                                                                                 |                                                                                 |   |                   |                                                                                 |                                                                                 |                                                                                 |                                                                                 |  |                   |                                                                         |                                                                         |                                                                         |                                                                         |  |                |                                         |                                         |  |

### Octavos de final
Se sortearon el 18 de octubre de 1963 en Tarragona.

### Cuartos de final
El sorteo se realizó el 17 de diciembre de 1963 en Zúrich
| 4 de marzo de 1964 | V. T. J. Dukla Praha | 0 - 4   | B. V. Borussia                                     | Stadion Eden, Praga,                                             |                                                                  |
|                    |                      | Reporte | Brungs 30' · Konietzka 56' · Wosab 70' (pen.), 89' | Asistencia: 21 920 espectadores Árbitro(s): Gino Rigato (Italia) | Asistencia: 21 920 espectadores Árbitro(s): Gino Rigato (Italia) |

| 18 de marzo de 1964                    | B. V. Borussia | 1 - 3   | V. T. J. Dukla Praha        | Stadion Rote Erde, Dortmund,                                           |                                                                        |
|                                        | Rylewicz 20'   | Reporte | Rödr 40' · Jelínek 68', 87' | Asistencia: 42 415 espectadores Árbitro(s): William Brittle (Scotland) | Asistencia: 42 415 espectadores Árbitro(s): William Brittle (Scotland) |
| B. V. Borussia gana por un 5-3 global. |                |         |                             |                                                                        |                                                                        |

| 26 de febrero de 1964 | F. K. Partizan | 0 - 2   | F. C. Internazionale            | JNA Stadium, Belgrado,                                            |                                                                   |
|                       |                | Reporte | Jair da Costa 48' · Mazzola 89' | Asistencia: 19 509 espectadores Árbitro(s): Josef Stoll (Austria) | Asistencia: 19 509 espectadores Árbitro(s): Josef Stoll (Austria) |

| 4 de marzo de 1964                           | F. C. Internazionale          | 2 - 1   | F. K. Partizan | Stadio San Siro, Milán,                                                                   |                                                                                           |
|                                              | Corso 25' · Jair da Costa 42' | Reporte | Bajić 68'      | Asistencia: 32 100 espectadores Árbitro(s): Kurt Waldemar Tschenscher (Alemania Oriental) | Asistencia: 32 100 espectadores Árbitro(s): Kurt Waldemar Tschenscher (Alemania Oriental) |
| F. C. Internazionale gana por un 4-1 global. |                               |         |                |                                                                                           |                                                                                           |

| 4 de marzo de 1964 | Philips S. V.  | 1 - 0   | F. C. Zürich | Philips Stadion, Eindhoven,                                            |                                                                        |
|                    | Theunissen 85' | Reporte |              | Asistencia: 8 589 espectadores Árbitro(s): Arthur Holland (Inglaterra) | Asistencia: 8 589 espectadores Árbitro(s): Arthur Holland (Inglaterra) |

| 11 de marzo de 1964                  | F. C. Zürich                        | 3 - 1   | Philips S. V. | Letzigrund, Zúrich,                                                         |                                                                             |
|                                      | Stürmer 2' · Brizzi 18' · Rüfli 56' | Reporte | Verdonk 35'   | Asistencia: 15 452 espectadores Árbitro(s): Juan Gardeazabal Garay (España) | Asistencia: 15 452 espectadores Árbitro(s): Juan Gardeazabal Garay (España) |
| F. C. Zürich gana por un 3-2 global. |                                     |         |               |                                                                             |                                                                             |

| 29 de enero de 1964 | Real Madrid C. F.                                     | 4 - 1   | Milan A. C. | Estadio Santiago Bernabéu, Madrid,                                     |                                                                        |
|                     | Amancio 17' · Puskás 44' · Di Stéfano 59' · Gento 64' | Reporte | Lodetti 83' | Asistencia: 100 000 espectadores Árbitro(s): Joseph Barbéran (Francia) | Asistencia: 100 000 espectadores Árbitro(s): Joseph Barbéran (Francia) |

| 13 de febrero de 1964                     | Milan A. C.               | 2 - 0   | Real Madrid C. F. | Stadio San Siro, Milán,                                              |                                                                      |
|                                           | Lodetti 6' · Altafini 46' | Reporte |                   | Asistencia: 80 000 espectadores Árbitro(s): Gottfried Dienst (Suiza) | Asistencia: 80 000 espectadores Árbitro(s): Gottfried Dienst (Suiza) |
| Real Madrid C. F. gana por un 4-3 global. |                           |         |                   |                                                                      |                                                                      |

### Semifinales
El sorteo se dio el 24 de marzo de 1964 en Amsterdam
| 15 de abril de 1964 | B. V. Borussia | 2 - 2 | F. C. Internazionale   | Stadion Rote Erde, Dortmund,                                    |                                                                 |
|                     | Brungs 23' 28' |       | Mazzola 4' · Corso 41' | Asistencia: 42 356 espectadores Árbitro(s): Jenő Gere (Hungría) | Asistencia: 42 356 espectadores Árbitro(s): Jenő Gere (Hungría) |

| 29 de abril de 1964                             | F. C. Internazionale            | 2 - 0   | B. V. Borussia | Stadio San Siro, Milán,                                                 |                                                                         |
|                                                 | Mazzola 48' · Jair da Costa 75' | Reporte |                | Asistencia: 76 788 espectadores Árbitro(s): Branko Tesanić (Yugoslavia) | Asistencia: 76 788 espectadores Árbitro(s): Branko Tesanić (Yugoslavia) |
| F. C. Internazionale gana por un global de 4–2. |                                 |         |                |                                                                         |                                                                         |

| 22 de abril de 1964 | F. C. Zürich | 1 - 2   | Real Madrid C. F.         | Letzigrund, Zúrich,                                                 |                                                                     |
|                     | Brizzi 71'   | Reporte | Di Stéfano 16' · Zoco 25' | Asistencia: 28 394 espectadores Árbitro(s): Joseph Hannet (Belgium) | Asistencia: 28 394 espectadores Árbitro(s): Joseph Hannet (Belgium) |

| 7 de mayo de 1964                           | Real Madrid C. F.                                                                   | 6 - 0   | F. C. Zürich | Estadio Santiago Bernabéu, Madrid,                                 |                                                                    |
|                                             | Zoco 9' · Felo Batista 14' · Müller 16' · Puskás 70' · Di Stéfano 79' · Amancio 87' | Reporte |              | Asistencia: 110 000 espectadores Árbitro(s): Jean Tricot (Francia) | Asistencia: 110 000 espectadores Árbitro(s): Jean Tricot (Francia) |
| Real Madrid C. F. gana por un global de 8–1 |                                                                                     |         |              |                                                                    |                                                                    |

## Final
| 1     | POR   | Giuliano Sarti     |  |
| 2     | DEF   | Armando Picchi     |  |
| 3     | DEF   | Tarcisio Burgnich  |  |
| 4     | DEF   | Giacinto Facchetti |  |
| 5     | DEF   | Aristide Guarneri  |  |
| 6     | MED   | Carlo Tagnin       |  |
| 7     | MED   | Sandro Mazzola     |  |
| 8     | MED   | Luis Suárez        |  |
| 9     | DEL   | Jair da Costa      |  |
| 10    | DEL   | Mario Corso        |  |
| 11    | DEL   | Aurelio Milani     |  |
| D. T. | D. T. | Helenio Herrera    |  |

| 1     | POR   | Vicente Train        |  |
| 2     | DEF   | Isidro Sánchez       |  |
| 3     | DEF   | Enrique Pérez Pachín |  |
| 4     | DEF   | José Santamaría      |  |
| 5     | MED   | Ignacio Zoco         |  |
| 6     | MED   | Lucien Müller        |  |
| 7     | DEL   | Amancio Amaro        |  |
| 8     | DEL   | Felo Batista         |  |
| 9     | DEL   | Alfredo Di Stéfano   |  |
| 10    | DEL   | Ferenc Puskás        |  |
| 11    | DEL   | Paco Gento           |  |
| D. T. | D. T. | Miguel Muñoz         |  |

| 43' · 61' · 76' | Sandro Mazzola Aurelio Milani Sandro Mazzola | 1:0 2:0 3:1 |

| 2:1 | Felo Batista | 70' |

| Principal | Josef Stoll |

| 1     | POR   | Giuliano Sarti     |  |
| 2     | DEF   | Armando Picchi     |  |
| 3     | DEF   | Tarcisio Burgnich  |  |
| 4     | DEF   | Giacinto Facchetti |  |
| 5     | DEF   | Aristide Guarneri  |  |
| 6     | MED   | Carlo Tagnin       |  |
| 7     | MED   | Sandro Mazzola     |  |
| 8     | MED   | Luis Suárez        |  |
| 9     | DEL   | Jair da Costa      |  |
| 10    | DEL   | Mario Corso        |  |
| 11    | DEL   | Aurelio Milani     |  |
| D. T. | D. T. | Helenio Herrera    |  |

| 1     | POR   | Vicente Train        |  |
| 2     | DEF   | Isidro Sánchez       |  |
| 3     | DEF   | Enrique Pérez Pachín |  |
| 4     | DEF   | José Santamaría      |  |
| 5     | MED   | Ignacio Zoco         |  |
| 6     | MED   | Lucien Müller        |  |
| 7     | DEL   | Amancio Amaro        |  |
| 8     | DEL   | Felo Batista         |  |
| 9     | DEL   | Alfredo Di Stéfano   |  |
| 10    | DEL   | Ferenc Puskás        |  |
| 11    | DEL   | Paco Gento           |  |
| D. T. | D. T. | Miguel Muñoz         |  |

| 43' · 61' · 76' | Sandro Mazzola Aurelio Milani Sandro Mazzola | 1:0 2:0 3:1 |

| 2:1 | Felo Batista | 70' |

| Principal | Josef Stoll |

| 1     | POR   | Giuliano Sarti     |  |
| 2     | DEF   | Armando Picchi     |  |
| 3     | DEF   | Tarcisio Burgnich  |  |
| 4     | DEF   | Giacinto Facchetti |  |
| 5     | DEF   | Aristide Guarneri  |  |
| 6     | MED   | Carlo Tagnin       |  |
| 7     | MED   | Sandro Mazzola     |  |
| 8     | MED   | Luis Suárez        |  |
| 9     | DEL   | Jair da Costa      |  |
| 10    | DEL   | Mario Corso        |  |
| 11    | DEL   | Aurelio Milani     |  |
| D. T. | D. T. | Helenio Herrera    |  |

| 1     | POR   | Vicente Train        |  |
| 2     | DEF   | Isidro Sánchez       |  |
| 3     | DEF   | Enrique Pérez Pachín |  |
| 4     | DEF   | José Santamaría      |  |
| 5     | MED   | Ignacio Zoco         |  |
| 6     | MED   | Lucien Müller        |  |
| 7     | DEL   | Amancio Amaro        |  |
| 8     | DEL   | Felo Batista         |  |
| 9     | DEL   | Alfredo Di Stéfano   |  |
| 10    | DEL   | Ferenc Puskás        |  |
| 11    | DEL   | Paco Gento           |  |
| D. T. | D. T. | Miguel Muñoz         |  |

| 43' · 61' · 76' | Sandro Mazzola Aurelio Milani Sandro Mazzola | 1:0 2:0 3:1 |

| 2:1 | Felo Batista | 70' |

| Principal | Josef Stoll |

| 1     | POR   | Giuliano Sarti     |  |
| 2     | DEF   | Armando Picchi     |  |
| 3     | DEF   | Tarcisio Burgnich  |  |
| 4     | DEF   | Giacinto Facchetti |  |
| 5     | DEF   | Aristide Guarneri  |  |
| 6     | MED   | Carlo Tagnin       |  |
| 7     | MED   | Sandro Mazzola     |  |
| 8     | MED   | Luis Suárez        |  |
| 9     | DEL   | Jair da Costa      |  |
| 10    | DEL   | Mario Corso        |  |
| 11    | DEL   | Aurelio Milani     |  |
| D. T. | D. T. | Helenio Herrera    |  |

| 1     | POR   | Vicente Train        |  |
| 2     | DEF   | Isidro Sánchez       |  |
| 3     | DEF   | Enrique Pérez Pachín |  |
| 4     | DEF   | José Santamaría      |  |
| 5     | MED   | Ignacio Zoco         |  |
| 6     | MED   | Lucien Müller        |  |
| 7     | DEL   | Amancio Amaro        |  |
| 8     | DEL   | Felo Batista         |  |
| 9     | DEL   | Alfredo Di Stéfano   |  |
| 10    | DEL   | Ferenc Puskás        |  |
| 11    | DEL   | Paco Gento           |  |
| D. T. | D. T. | Miguel Muñoz         |  |

| 43' · 61' · 76' | Sandro Mazzola Aurelio Milani Sandro Mazzola | 1:0 2:0 3:1 |

| 2:1 | Felo Batista | 70' |

| Principal | Josef Stoll |

|                                          |
| Bandera de Italia                        |
| Campeón F. C. Internazionale 1.er título |

## Estadísticas

### Tabla de goleadores
El italiano Sandro Mazzola fue el máximo goleador de la edición tras anotar siete goles en otros tantos partidos, siendo además el máximo anotador del equipo campeón, con un promedio de un gol por partido, seguido por los seis y cinco logrados por el alemán Franz Brungs y el hispano-argentino Alfredo Di Stéfano respectivamente, y unos promedios de uno y 0,77.
Nota: No contabilizados los partidos y goles en rondas previas. Nombres y banderas de equipos en la época.
| \| Pos. \| Jugador \| G. \| Part. \| Prom. \| \| Club \| \| ---- \| ------------------ \| -- \| ----- \| ----- \| \| -------------------- \| \| 1 \| Sandro Mazzola \| 7 \| 7 \| 1.00 \| \| F. C. Internazionale \| \| 2 \| Franz Brungs \| 6 \| 6 \| 1.00 \| \| B. V. Borussia \| \| 3 \| Alfredo Di Stéfano \| 5 \| 7 \| 0.71 \| \| Real Madrid C. F. \| \| 4 \| Metin Oktay \| 4 \| 3 \| 1.33 \| \| Galatasaray S. K. \| \| 5 \| José Altafini \| 4 \| 4 \| 1.00 \| \| Milan A. C. \| \| = \| Vladimir Kovačević \| 4 \| 4 \| 1.00 \| \| F. K. Partizan \| \| 7 \| Reinhold Wosab \| 4 \| 6 \| 0.67 \| \| B. V. Borussia \| \| 8 \| Jozef Jelinek \| 3 \| 4 \| 0.75 \| \| V. T. J. Dukla Praha \| \| 9 \| Ferenc Puskás \| 3 \| 6 \| 0.50 \| \| Real Madrid C. F. \| \| 10 \| Amancio Amaro \| 3 \| 7 \| 0.43 \| \| Real Madrid C. F. \| \| = \| Jair da Costa \| 3 \| 7 \| 0.43 \| \| F. C. Iternazionale \| \| = \| Ignacio Zoco \| 3 \| 7 \| 0.43 \| \| Real Madrid C. F. \| \| 13 \| Rudolf Kučera \| 2 \| 2 \| 1.00 \| \| V. T. J. Dukla Praha \| \| = \| Giovanni Lodetti \| 2 \| 2 \| 1.00 \| \| Milan A. C. \| \| 15 \| Bruno Brizzi \| 2 \| 3 \| 0.67 \| \| F. C. Zürich \| \| = \| Félix Ruiz \| 2 \| 3 \| 0.67 \| \| Real Madrid C. F. \| \| = \| Felo Batista \| 2 \| 3 \| 0.67 \| \| Real Madrid C. F. \| Actualizado a fin de torneo. |                    |    |       |       |  |                      |
| Pos. | Jugador            | G. | Part. | Prom. |  | Club                 |
| 1 | Sandro Mazzola     | 7  | 7     | 1.00  |  | F. C. Internazionale |
| 2 | Franz Brungs       | 6  | 6     | 1.00  |  | B. V. Borussia       |
| 3 | Alfredo Di Stéfano | 5  | 7     | 0.71  |  | Real Madrid C. F.    |
| 4 | Metin Oktay        | 4  | 3     | 1.33  |  | Galatasaray S. K.    |
| 5 | José Altafini      | 4  | 4     | 1.00  |  | Milan A. C.          |
| = | Vladimir Kovačević | 4  | 4     | 1.00  |  | F. K. Partizan       |
| 7 | Reinhold Wosab     | 4  | 6     | 0.67  |  | B. V. Borussia       |
| 8 | Jozef Jelinek      | 3  | 4     | 0.75  |  | V. T. J. Dukla Praha |
| 9 | Ferenc Puskás      | 3  | 6     | 0.50  |  | Real Madrid C. F.    |
| 10 | Amancio Amaro      | 3  | 7     | 0.43  |  | Real Madrid C. F.    |
| = | Jair da Costa      | 3  | 7     | 0.43  |  | F. C. Iternazionale  |
| = | Ignacio Zoco       | 3  | 7     | 0.43  |  | Real Madrid C. F.    |
| 13 | Rudolf Kučera      | 2  | 2     | 1.00  |  | V. T. J. Dukla Praha |
| = | Giovanni Lodetti   | 2  | 2     | 1.00  |  | Milan A. C.          |
| 15 | Bruno Brizzi       | 2  | 3     | 0.67  |  | F. C. Zürich         |
| = | Félix Ruiz         | 2  | 3     | 0.67  |  | Real Madrid C. F.    |
| = | Felo Batista       | 2  | 3     | 0.67  |  | Real Madrid C. F.    |